# Thurgarton
Thurgarton – wieś w Anglii, w hrabstwie Nottinghamshire, w dystrykcie Newark and Sherwood. Leży 15 km na północny wschód od miasta Nottingham i 180 km na północ od Londynu. Miejscowość liczy 412 mieszkańców.